# Манковіч Степан Степанович
Степан Степанович Манкович (30 квітня (13 травня) 1905 , Bierazinod, Мінська губернія  — 18 квітня 1978 , Вітебськ ) — Герой Радянського Союзу.

## Біографія
Манкович, білорус за національністю, народився в селі Березине (нині Докшицький район, Вітебська область) у селянській родині. Після закінчення 7 класів пройшов навчання в совпартшколі. У лавах Радянської Армії служив у 1927—1929 роках. З 1929 року на радянській та партійній роботі. У 1930 році вступив до КПРС. У 1939 був призначений секретарем Бегомльського райкому партії Мінської області.
З початком Німецько-радянської війни залишений у тилу ворога для організаційної роботи у сфері підпілля та партизанської діяльності. У лавах партизанів опинився з березня 1942 року. З вересня того ж року комісар загону, з грудня 1943 — комісар партизанської бригади «Залізняк» в Мінській області. Одночасно із серпня 1942 року обіймав посаду секретаря Бєгомльського підпільного райкому партії. Проявив себе як значний діяч у галузі створення підпільних партизанських та комсомольських організацій, у розвитку партизанського руху в Мінській області.
Указом Президії Верховної Ради СРСР «Про присвоєння звання Героя Радянського Союзу білоруським партизанам» від 1 січня 1944 року за «зразкове виконання урядових завдань у боротьбі проти німецько-фашистських загарбників у тилу противника і виявлені при цьому відвагу і геройство і заособу руху в Білорусії» удостоєний звання Героя Радянського Союзу з врученням ордена Леніна та медалі «Золота Зірка».
Після війни перейшов на радянську та партійну роботу до Вітебської області. У 1946 році він закінчив Вищу партшколу при ЦК КПРС. Проживав у Вітебську. Був похований на Мазуринському цвинтарі у Вітебську.

## Нагороди
- Герой Радянського Союзу[1]
- Орден Леніна[1]
- Орден Червоного Прапора[1]
- орден Вітчизняної війни 1-го ступеня[1]
- Трудового Червоного Прапора[1]
- медалі

## Пам'ять
- У 1979 на могилі Манковича була встановлена стела[3].
- Одна з вулиць м. п. Бегомль названа ім'ям С. С. Манковича[4].
- На батьківщині в с. Березине ім'я Манковича присвоєно школі, в якій створено присвячений йому музей, перед школою споруджено погруддя[4].